# Mvomero (huyện)
Mvomero là một huyện thuộc vùng Morogoro, Tanzania. Thủ phủ của huyện Mvomero đóng tại Wami. Huyện Mvomero có diện tích 7325 ki lô mét vuông. Đến thời điểm điều tra dân số ngày 25 tháng 8 năm 2002, huyện Mvomero có dân số 259347 người.